# Abacetus barbieri
Abacetus barbieri es una especie de escarabajo terrestre de la subfamilia Pterostichinae.  Fue descrita por Straneo en 1961 y es una especie endémica que se encuentra en Vietnam. 